# گونگ هیون جو
گونگ هیون جو (کره‌ای: 공현주؛ زادهٔ ۷ ژانویه ۱۹۸۴) بازیگر اهل کره جنوبی است.

## فیلم‌شناسی

### مجموعه تلویزیونی
| سال  | عنوان                | نقش             | منابع |
| ---- | -------------------- | --------------- | ----- |
| ۲۰۰۳ | آل این               | ورق‌دهنده کازینو |       |
| ۲۰۰۳ | Wives on Strike      | شاگرد جو جون گی |       |
| ۲۰۰۳ | تو تنها نیستی        | گونگ هیون جو    |       |
| ۲۰۰۵ | ازدواج               | اوه سو جی       |       |
| ۲۰۰۷ | گل‌هایی برای زندگی من | اوه نام کیونگ   |       |
| ۲۰۰۷ | عروس طلایی           | چا این کیونگ    |       |
| ۲۰۰۸ | تو سرنوشت منی        | کیم سو بین      |       |
| ۲۰۱۲ | دامی مامی            | هان سو این      |       |
| ۲۰۱۳ | خانواده              | لی هی جه        |       |
| ۲۰۱۴ | میشه عاشق بشیم       | شین یون ها      |       |
| ۲۰۱۴ | پادشاه هتل           | چا سو آن        |       |
| ۲۰۱۵ | سقوط به خاطر بی‌گناهی | هتن جی هیون     |       |
| ۲۰۱۶ | حباب عشق             | هان چه رین      | [ ۱ ] |
| ۲۰۱۹ | خانواده مهربان       | بک سو جین       |       |
| ۲۰۲۱ | های کلس              | چا دو یونگ      | [ ۲ ] |

### مجموعه اینترنتی
| سال  | عنوان              | نقش             | توضیحات   | منابع |
| ---- | ------------------ | --------------- | --------- | ----- |
| ۲۰۲۲ | قهرمان ضعیف کلاس ۱ | مادر یون شی اون | حضور ویژه | [ ۳ ] |